# Обтер-сюр-Дрон
Обте́р-сюр-Дрон (фр. Aubeterre-sur-Dronne) — коммуна во Франции, главный город кантона Обтер-сюр-Дрон. Находится в округе Ангулем департамента Шаранта, регион Пуату — Шаранта. Обтер-сюр-Дрон расположен приблизительно в 440 км к юго-западу от Парижа, в 150 км южнее Пуатье, в 45 км к югу от Ангулема. Входит в список самых красивых деревень Франции.
Код INSEE коммуны — 16020.

## Население
Население коммуны на 2008 год составляло 420 человек.
| 1962 | 1968 | 1975 | 1982 | 1990 | 1999 | 2008 |
| ---- | ---- | ---- | ---- | ---- | ---- | ---- |
| 446  | 449  | 419  | 398  | 388  | 366  | 420  |

## Климат
Климат океанический. Ближайшая метеостанция находится в городе Коньяк.
| Показатель                        | Янв. | Фев. | Март | Апр. | Май  | Июнь | Июль | Авг. | Сен. | Окт. | Нояб. | Дек. | Год   |
| --------------------------------- | ---- | ---- | ---- | ---- | ---- | ---- | ---- | ---- | ---- | ---- | ----- | ---- | ----- |
| Средний суточный максимум, °C     | 8,7  | 10,5 | 13,1 | 15,9 | 19,5 | 23,1 | 26,1 | 25,4 | 23,1 | 18,5 | 12,4  | 9,2  | 17,7  |
| Средняя температура, °C           | 5,4  | 6,7  | 8,5  | 11,1 | 14,4 | 17,8 | 20,2 | 19,7 | 17,6 | 13,7 | 8,6   | 5,9  | 12,5  |
| Средний суточный минимум, °C      | 2,0  | 2,8  | 3,8  | 6,2  | 9,4  | 12,4 | 14,4 | 14,0 | 12,1 | 8,9  | 4,7   | 2,6  | 7,8   |
| Норма осадков, мм                 | 80,4 | 67,3 | 65,9 | 68,3 | 71,6 | 46,6 | 45,1 | 50,2 | 59,2 | 68,6 | 79,8  | 80,0 | 783,6 |
| Источник: Relevé météo des Cognac |      |      |      |      |      |      |      |      |      |      |       |      |       |

## Экономика
В 2007 году среди 225 человек в трудоспособном возрасте (15—64 лет) 149 были экономически активными, 76 — неактивными (показатель активности — 66,2 %, в 1999 году было 58,3 %). Из 149 активных работали 127 человек (70 мужчин и 57 женщин), безработных было 22 (14 мужчин и 8 женщин). Среди 76 неактивных 24 человека были учениками или студентами, 24 — пенсионерами, 28 были неактивными по другим причинам.

## Достопримечательности
- Пещерная церковь Сен-Жан (VII век). Исторический памятник с 1912 года[4]
- Церковь Сен-Жак[фр.] (XII век). Исторический памятник с 1862 года[5]
- Замок Обтер[фр.] (XI век). Исторический памятник с 1973 года[6]
- Монастырь Миним. Основан в 1617 году, в настоящее время дом престарелых. Исторический памятник с 1991 года[7]
- Монастырь Клариссинок. Основан в 1620 году
- Башня Апостолов, или Башня Генриха IV

- Пещерная церковь Сен-Жан
- Церковь Сен-Жак
- Замок Обтер
- Башня Апостолов